# Оргуллах
Оргуллах (также Оргулах) — пресноводное озеро на северо-востоке Якутии, в Верхнеколымском улусе. Расположено в  междуречье рек Ожогина и Дойду, в 1 км к северо-западу от озера Кордюген. Имеет форму близкую к овальной.
Находится на высоте 63 м над уровнем моря. Площадь озера составляет 17 км². Длина озера около 6,3 км, максимальная ширина — 3,7 км в западной части. На востоке вытекает протока, соединяющая озёра Оргуллах и Кордюген. Имеет сток в Дойду через Кордюген.
Берега низкие, умеренно изрезанные, преимущественно покрытые типичной лесотундровой растительностью. Крупный залив в юго-западной части и два небольших и узких — в северной. На северо-востоке возвышается холм с отметкой 151 м.  Острова отсутствуют.
Ближайший населенный пункт, село Усун-Кюёль, расположен примерно в 78 км к юго-востоку.